# Isabelle Corey
Isabelle Corey (Metz, Francia; 29 de mayo de 1939 - Crozon, Finistère, Francia; 6 de febrero de 2011) fue una actriz y ex modelo francesa.

## Carrera
Comenzó a modelar en París en su adolescencia para revistas como Jardin des Modes, Elle y Madame Figaro, hasta que fue descubierta en el Barrio Latino donde vivía con sus padres por Jean Pierre Melville y le ofreció el protagónico en su película titulada Bob, le flambeur, junto al actor Roger Duchesne. Luego siguió en  papeles en películas como Et Dieu... créa la femme (dirigida por Roger Vadim y estelarizada por Brigitte Bardot), continuó su carrera cinematográfica en Italia, donde se radicó en Roma, para trabajar con productores, directores y actores como Mauro Bolognini, Vittorio de Sica, Marcello Mastroianni, Alberto Sordi, Dino de Laurentis, Roberto Rossellini, Martine Carol y entre otros.

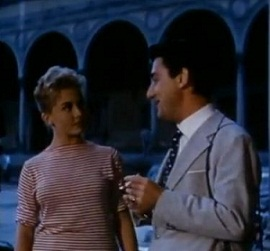
Isabelle Corey en Souvenir d'Italie en 1957

Entre otras películas en las que incursionó notablemente se encuentran Afrodite, dea dell'amore (1958) con Irène Tunc;  'La giornata balorda (1960) junto a Lea Massari, Jean Sorel y Paolo Stoppa; Vanina Vanini (1961) y Il gladiatore invincibile (1961). En 1959 viajó a la Argentina junto a las actrices Milena Bettini y Emma Danieli para filmar la película Vacaciones en la Argentina, con dirección de Guido Leoni, donde compartió pantalla con actores de ese país como Jorge Salcedo, Luis Dávila y Enzo Viena. En ese país fue huesped en Mar del Plata durante el festival cinematográfico internacional.
Luego de filmar dieciséis películas en quince años se retira del ambiente artístico para dedicarse a su familia en 1962.
La rubia que cautivó a los espectadores durante las décadas de 1950 y 1960 falleció en Finistère, Francia, el 6 de febrero de 2011 a los 71 años víctima de un cáncer.

## Filmografía
- 1961: Il gladiatore invincibile: Sira.
- 1961: Vanina Vanini: Celia.
- 1961: L'ultimo dei Vikinghi: Hilde.
- 1960: Vacaciones en la Argentina: Anna Ripamonti.
- 1960: La giornata balorda: Sabina.
- 1959: L'amico del giaguaro: Marisa
- 1959: Giuditta e Oloferne: Judith.

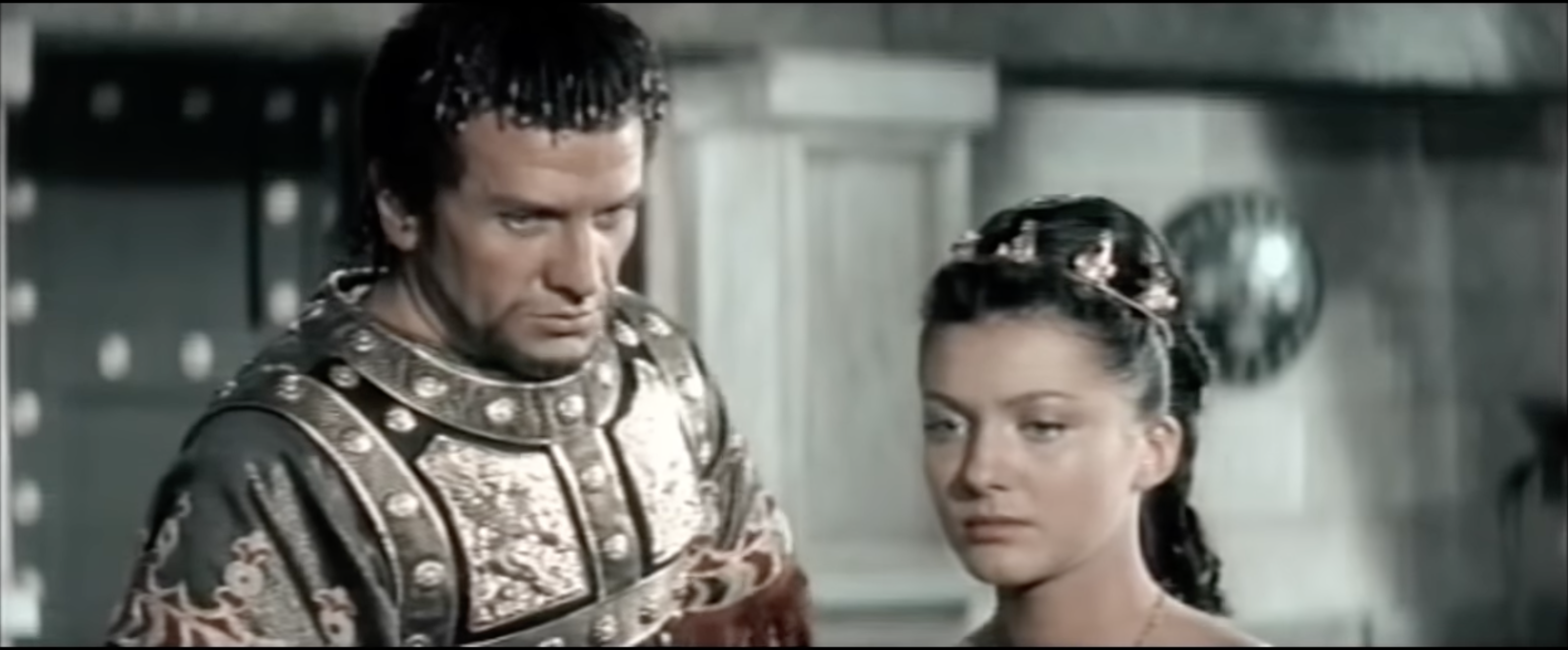
El general Holofernes (Massimo Girotti) y la viuda Judit (Isabelle Corey)
en un fotograma de la recreación cinematográfica de 1959 de la historia bíblica

- 1958: Afrodite, dea dell'amore: Lerna.
- 1958: Adorabili e bugiarde: Anna Pelti.
- 1958: Amore a prima vista: Marina.
- 1958: Giovani mariti: Laura.
- 1957: Vacanze a Ischia: Caterina Lisotto.
- 1957: Souvenir d'Italie: Josette.
- 1957: La ragazza della salina: Marina.
- 1956: Et Dieu... créa la femme: Lucienne.
- 1956: Bob, le flambeur: Anne